# Hans Walter Schmidt (Schriftsteller)
Hans Walter Schmidt (auch: R. Hans W. Schmidt, Pseudonyme: Dr. Faber, Reinhold Spieß, * 26. Mai 1885 in Danzig; † 13. Mai 1974 in Buckenhof) war ein deutscher Schriftsteller.

## Leben
Hans Walter Schmidt war der Sohn eines höheren Polizeibeamten. Nach dem Besuch des humanistischen Gymnasiums studierte Hans Walter Schmidt Naturwissenschaften, Geografie und Finanzwissenschaften an den Universitäten in Heidelberg und Erlangen. Er legte das Staatsexamen in München ab und war als Lehrer tätig. 1911 promovierte er an der Universität Erlangen mit einer Arbeit aus dem Gebiet der Zoologie zum Doktor der Philosophie. Später lebte er als Landwirt in Buckenhof bei Erlangen. Schmidt war Mitarbeiter diverser natur- und agrarwissenschaftlicher Fachzeitschriften. Er unternahm eine Reihe von Forschungsreisen, die ihren Niederschlag in seinen literarischen Werken fanden. Daneben war er auch als Sänger aktiv. 
Hans Walter Schmidt veröffentlichte neben wissenschaftlichen Arbeiten zahlreiche erzählende Werke, die seit den Zwanzigerjahren häufig an exotischen Schauplätzen angesiedelt sind; teilweise sind sie dem Genre des Wildwestromans zuzurechnen. 

## Werke
- Der Kehlhügel (Trachinx) der Amnioten, Leipzig 1911
- Deutschlands Raubvögel, Stuttgart 
  - 1. Falken, Habichte, Bussarde, 1912
- Die Hüttenjagd, Berlin
  - Hauptband, 1913
  - Nachtrag, 1936
- Kriegskameradschaft, Reutlingen 1915
- Ein Sawannengericht, Dresden 1915
- Das stille Weh, Dresden 1915
- Die um Liebe kämpfen, Dresden-A. 1915
- Barbaren, Berlin 1916
- Herz und Hand fürs Vaterland, Stuttgart 1916
- Liebe und Schwert, Reutlingen 1916
- Die Schöpfungstage im Lichte der biblischen und naturwissenschaftlichen Forschung, Leipzig 1916
- Um ein Weib, Dresden 1916
- Zwischen Liebe und Leidenschaft, Dresden 1916
- Verwirrte Pfade, Dresden 1917
- Die schwere Schuld, Dresden 1918
- Wie schreibe ich für unser Volk?, Weimar 1918
- Die Arbeit, ihre Notwendigkeit und ihr Segen, Bonn 1919
- Gräfin Sige, Leipzig 1919
- Kraft der Seele - Kraft des Geistes - Kraft des Körpers, Bonn 1919
- Die Stimmen der Vergangenheit, Leipzig 1919
- Um ein blondes Haar, Dresden 1919
- Wie schreibe ich für die Jugend?, Berlin 1919
- Es liegt im Blut, Reutlingen 1920
- Das Land der Pharaonen, Leipzig 1920
- Liebet eure Feinde, Gütersloh 1920
- Am Kilimandscharo, Minden in Westf. 1922
- Das Flüstern der Berge, Weimar 1922
- Im Bannkreis des Weißen Todes, Berlin-Steglitz 1922
- Moderne Kunstdüngerwirtschaft für ertragreichen Gartenbau, Wien [u. a.] 1922
- Durch Tropenglut und Wildnis, Minden in Westf. 1923
- Gesühnte Schuld, Berlin 1924
- Höhen und Täler des Lebens, Berlin 1924
- Des Abendlandes Schicksalsstunde, Stuttgart 1925
- Die Kunstdüngemittel und ihre praktische und rentable Anwendung in der modernen Landwirtschaft, dem Gartenbau und verwandten Kulturzweigen, Leipzig 1925
- Raubvögel, Dresden 1927
- Durch Wüstenglut und Urwald, Berlin
  - 1. Die Rettung des "Tauchenden Bibers", 1928
  - 2. Die Blutrache des Hadscheuna-Scheichs, 1928
  - 3. Im Angesicht des Todes, 1928
  - 4. Der Häuptling der Massi-Neger, 1928
  - 5. Pipesmokers erste Heldentat, 1928
  - 6. In der Wüste verirrt, 1928
  - 7. Der Beesteraub auf Annenruh, 1928
  - 8. Unter den Hufen der Elefanten, 1928
  - 9. Die Pfeife des Schwures, 1928
  - 10. Auf bebender Erde, 1928
  - 11. Eine furchtbare Entdeckung, 1928
  - 12. In der Gewalt des Wassers, 1928
  - 13. Im Machtbereich der Lawine, 1928
  - 14. Das Opfer der Wüste, 1928
  - 15. Der Sturm bricht los!, 1928
  - 16. Die Rache des Wadschagga-Negers, 1928
  - 17. In den Stromschnellen der Tongue-River, 1928
  - 18. Vereitelte Pläne, 1928
  - 19. Auf gefahrvoller Flucht, 1928
  - 20. In Feindeshand, 1928
  - 21. Gefangen, 1928
  - 22. Der Stein der Sphinx, 1928
  - 23. Max Hackers Meisterprobe, 1928
- Frohe Burgfahrt, Naunhof 1929
- Nur ein blondes Haar, Berlin 1929
- Pflanzenbauliche Naturkunde, Wittenberg
  - 1. Die Bodenkunde, 1927
  - 2. Die Pflanzenkunde, 1929
  - 3. Die Düngerlehre, 1931
- Mit unseren Kindern durch das Heilige Land, Eisenach 1928
- Säuger und Vogel als Kulturfaktoren im Lichte der Naturwissenschaft, Fischerei, Jagd und des Naturschutzes, Leipzig 1929
- Die Höhle der Sachems, Langensalza 1930
- Im Angesicht der heiligen Stadt, Langensalza 1930
- Im Buddhatempel auf Ceylon, Langensalza 1930
- Leben um Leben, Langensalza 1930
- Die Schmuggler von Famagusta, Langensalza 1930
- Im heiligen Land, Potsdam 1931
- Die harte Hand, Bremen 1935
- Maud Perkins Ranch, Bremen 1935
- Die Milch in der bäuerlichen Wirtschaft, Mühlhausen/Thür. 1935 (zusammen mit Max Hegg)
- Milch und Milcherzeugnisse im Ernährungshaushalt des deutschen Volkes, Mühlhausen 1935 (zusammen mit Max Hegg)
- Raubwild in Hof, Stall und Garten!, Nürnberg 1936
- Der Ruf aus Arizona, Bremen 1936
- Auf gefahrvoller Fährte, Bremen [u. a.] 1938
- Flackernde Flammen Nohoste-iha, Dresden 1938
- Der Rächer, Dresden 1938
- Menschen gehen ihren Weg, Bad Blankenburg 1941
- Rechtlicher und technischer Abwehrkampf des Fischers gegen fischfeindliche Tiere, Neudamm 1943
- Der Leuchtturm, Nürnberg 1947
- Der neue Lederstrumpf, Nürnberg
  - 1. Das einsame Kastell im Glimmerglas, 1948
  - 2. Der letzte Mohikaner, 1948
  - 3. Das Fort am Ontariosee, 1948
- Winnahou, der Freund. Das Geheimnis des Tonto-Sachems. Die Schmuggler von Famagusta Teols, Reutlingen 1948
- Die Herrin von High-Drift, Lichtenfels (Ofr.) 1950
- Kampf am Ciboletta-Paß, Eulenthal üb. Siegburg 1950
- Der Segen guter Tat, Konstanz 1950
- Feindschaft im Tal der drei Quellen, Lichtenfels (Ofr.) 1951
- Halef, der Schrecken der Wüste, Bamberg 1954
- Horrido über Berg und Tal, Lengerich/Westf. 1956
- Geheimnisse der Wüste, Lengerich, Westf. 1957
- Ponies, Laasphe/W. 1958
- Gefahr aus der Luft, Lengerich (Westf.) 1960
- Menschen, Tiere, Abenteuer, Lengerich/Westf. 1961
- Der Schuß des Wilderers, Lengerich (Westf.) 1962
- Simone reist nach Afrika, Lengerich/Westf. 1962

## Herausgeberschaft
- Jacob Grimm: Märchen, Nürnberg 1952